# Siegershausen
Siegershausen è una frazione del comune svizzero di Kemmental, nel Canton Turgovia (distretto di Kreuzlingen).

## Storia

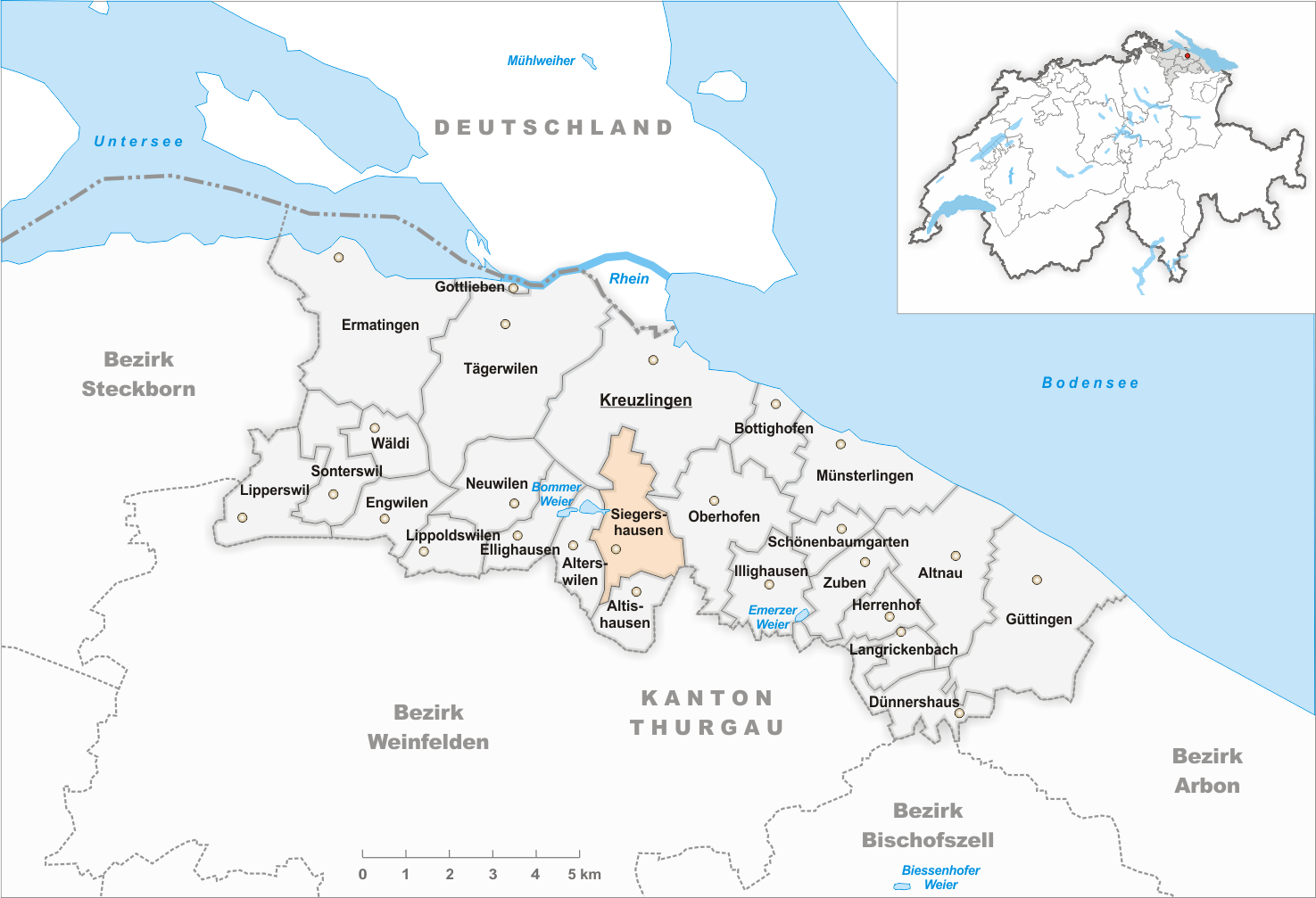
Il territorio del comune di Siegershausen prima degli accorpamenti comunali del 1996

Già comune autonomo (Ortsgemeinde e Munizipalgemeinde) che nel 1984 aveva inglobato il comune soppresso di Dippishausen-Oftershausen (che comprendeva le frazioni di Bätershausen, Dippishausen e  Oftershausen), nel 1996 è stato aggregato agli altri comuni soppressi di Alterswilen, Altishausen, Dotnacht, Ellighausen, Hugelshofen, Lippoldswilen e Neuwilen per formare il nuovo comune di Kemmental, del quale Siegershausen è il capoluogo.

## Società

### Evoluzione demografica
L'evoluzione demografica è riportata nella seguente tabella (dal 1984 con Dippishausen-Oftershausen):
Abitanti censiti

## Amministrazione
Ogni famiglia originaria del luogo fa parte del cosiddetto comune patriziale e ha la responsabilità della manutenzione di ogni bene ricadente all'interno dei confini della frazione.

## Infrastrutture e trasporti
È servito dall'omonima stazione sulla ferrovia Mittelthurgaubahn.